# Бальшу, Жан Жозеф

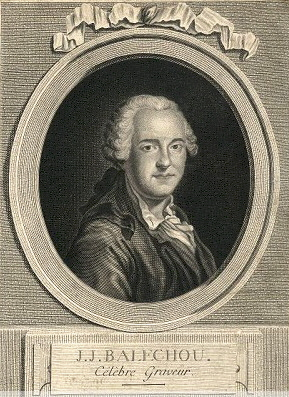
Бальшу, Жан Жозеф

Жан Жозеф Бальшу (фр. Jean-Joseph Balechou, в некоторых источниках Жан-Жак, в русской традиции XIX века Иоанн Яков; 11 июля 1715, Арль — 18 августа 1765, Авиньон) — французский гравёр.
Учился сначала у резчика печатей в Авиньоне, затем в Париже у Франсуа Бернара Леписье, секретаря Академии Живописи. В 1747 г. выполнил для готовившегося собрания гравюр по картинам из Дрезденской галереи портрет правителя Саксонии принца-электора Фридриха Августа с известной картины Гиацинта Риго — этим листом должен был открываться сборник. Этот портрет принёс Бальшу немедленное признание и, по мнению позднейшего исследователя Роже Порталиса, «поставил его в ряд с лучшими резчиками XVIII века, да и вообще всей французской гравировальной школы». Однако Бальшу продал частным образом лучшие оттиски этой гравюры и, когда это открылось, вынужден был покинуть Академию и Париж. Обосновавшись в Авиньоне, он выполнил в дальнейшем ряд получивших высокую оценку работ — прежде всего, триптих «Купальщицы», «Тишь» и «Буря» по Жозефу Верне и «Святая Женевьева» по Карлу Ванлоо. Русский Энциклопедический лексикон отмечал в середине XIX века: «Произведения его славятся доныне смелостью и силою резца. Лучшее его произведение есть портрет польского короля: он продаётся по дорогой цене».